# Addison Gallery of American Art
Addison Gallery of American Art – muzeum sztuki w Andover, założone w 1931 roku przez finansistę Thomasa Cochrana jako muzeum akademickie przy Phillips Academy. Placówka jest położona na terenie kampusu szkoły, na rogu Route 28 (Main Street) i Chapel Avenue. Jest jednym z najstarszych muzeów w Stanach Zjednoczonych poświęconych sztuce amerykańskiej.
Prezentacja zbiorów muzeum odbywa się za pośrednictwem ekspozycji stałych i czasowych. W ofercie muzeum są też programy edukacyjne. Są one bezpłatne, podobnie jak wstęp do muzeum.

## Historia i misja
Thomas Cochran utworzył Addison Gallery of American Art w 1931 roku jako dar dla Phillips Academy, mający służyć wzbogaceniu programu jej edukacyjnego. Muzeum jest przeznaczone nie tylko dla studentów i wykładowców Phillips Academy, ale pełni również centrum sztuki dla aglomeracji Bostonu i całego amerykańskiego społeczeństwa. kolekcja muzeum, zgodnie z warunkami jego założenia, jest ograniczona (z pewnymi wyjątkami) do dzieł sztuki lub przedmiotów rzemiosła artystycznego stworzonych przez rodowitych lub naturalizowanych obywateli Stanów Zjednoczonych.
Misją Addison Gallery jest zakup, przechowanie, interpretacja i prezentacja dzieł sztuki dla potrzeb edukacyjnych oraz do korzystania przez lokalnych, regionalnych, krajowych i zagranicznych odbiorców, w tym studentów, wykładowców Akademii Phillipsa i innych szkół oraz szerokiej publiczności. Wstęp do muzeum jest bezpłatny. Podejście i filozofia działania, które legły u podstaw muzeum, zostały podjęte i wcielone w życie przez jego pierwszego dyrektora, Charlesa Sawyera, a następnie kontynuowane i poszerzane przez kolejnych dyrektorów: Bartletta H. Hayesa Jr. (1940–1968), Christophera C. Cooka (1968–1989, Jocka Reynoldsa (1989–1998), Adama D. Weinberga (1999–2003 i Briana Allena (2004–2013).

## Rozbudowa i modernizacja muzeum
W lecie 2008 Addison rozpoczęto realizację projektu modernizacji i rozbudowy budynku muzeum, zaprojektowanego w 1931 roku przez Charlesa A. Platta. Dobudowane skrzydło, noszące nazwę Sidney R. Knafel Wing, zostało zaprojektowane przez firmę Centerbrook Architects i dostarczyło ok. 1240 m² dodatkowej powierzchni. Jej część przeznaczono pod dodatkową przestrzeń wystawienniczą, a resztę na pomieszczenia edukacyjne i administracyjne. Mając na uwadze zapewnienia optymalnej ochrony posiadanych zbiorów odnowiono również wszystkie sale wystawowe w pierwotnym budynku, zainstalowano nowoczesne systemy bezpieczeństwa, klimatyzacji i oświetlenia. W samym centrum nowego skrzydła zorganizowano Museum Learning Center, nowoczesną, wielofunkcyjną przestrzeń umożliwiającą aktywne zapoznanie się z dziełami sztuki z kolekcji muzeum.

## Zbiory
Kolekcja sztuki amerykańskiej w Addison Gallery liczy obecnie ponad 17 000 eksponatów obejmujących wszystkie gatunki (obrazy olejne, rzeźba, fotografia, grafika, rzemiosło artystyczne) z okresu od XVIII wieku do współczesności.

### Obrazy olejne
Już w momencie założenia muzeum w jego zbiorach znalazły się najważniejsze dzieła wybitnych amerykańskich artystów jak: John Singleton Copley, Thomas Eakins, Winslow Homer, Maurice Brazil Prendergast, John Singer Sargent, John Henry Twachtman i James McNeill Whistler. Z biegiem lat, dzięki zakupom i hojnym darowiznom, w zbiorach muzeum znalazły się prace takich artystów jak George Bellows, Alexander Calder, Stuart Davis, Arthur Dove, John French Sloan, Marsden Hartley, Edward Hopper, Georgia O’Keeffe, Jackson Pollock, Charles Sheeler i David Smith. Sztukę lat 50. i późniejszą reprezentują prace między innymi Carla Andre, Jennifer Bartlett, Brice’a Mardena, Louise Nevelson, Agnes Martin, Martina Puryeara, Sola LeWitta i Franka Stelli. W ostatnich latach muzeum nabyło dzieł znaczących współczesnych artystów jak: Mark Bradford, Carroll Dunham, Kerry James Marshall, Kara Walker czy Terry Winters.

### Grafika, akwarele, rysunki
Blisko jedną trzecią kolekcji muzeum stanowią grafiki i rysunki, w tym najważniejsze akwarele, rysunki i drzeworyty Winslowa Homera, rysunki Johna Singletona Copleya, wielkoformatowe folia Johna Jamesa Audubona The Birds of America, szkicowniki Johna LaFarge'a i Alberta Bierstadta, akwarele Charlesa E. Burchfielda, Charlesa Demutha, Jacoba Lawrence’a i Ralstona Crawforda, a także prace Andrea Zittela, Normana Bluhma, Terry Wintersa i Jane Hammond.

### Rzeźba
Kolekcja rzeźby zawiera dzieła przez między innymi Paula Manshipa, Hirama Powersa, Harriet Hosmer, Augustusa Saint-Gaudensa, Elie Nadelmana, Alexandra Caldera, László Moholy-Nagy, Nauma Gabo, Davida Smitha, Josepha Cornella, Louise Nevelson, Martina Puryeara i Jessiki Stockholder.

### Rzemiosło artystyczne
W niewielkiej kolekcji rzemiosła artystycznego są między innymi amerykańskie meble z XVIII i XIX wieku, wyroby ze srebra i szkła oraz modele statków.

### Fotografia
Kolekcja fotografii w Addison Gallery zawiera 7600 eksponatów dokumentujących całą historię tej dziedziny sztuki w Stanach Zjednoczonych. Historia kolekcji rozpoczęła się w 1934 roku, kiedy zakupiono dwie fotografie autorstwa Margaret Bourke-White. Od tego czasu kolekcja rozrosła się i należy obecnie do największych w Stanach Zjednoczonych. Są w niej obszerne zbiory fotografii takich artystów jak: Eadweard Muybridge, Robert Frank, Walker Evans, Wendy Ewald i Lewis Baltz, oraz prace znaczących fotografów współczesnych (Diane Arbus, Robert Adams, Dawoud Bey, James Casebere, Carroll Dunham, Kerry James Marshall, Joel Shapiro, Cindy Sherman, Laurie Simmons, Lorna Simpson, Edward Weston, Minor White).

## Galeria

### Pejzaże i sceny rodzajowe

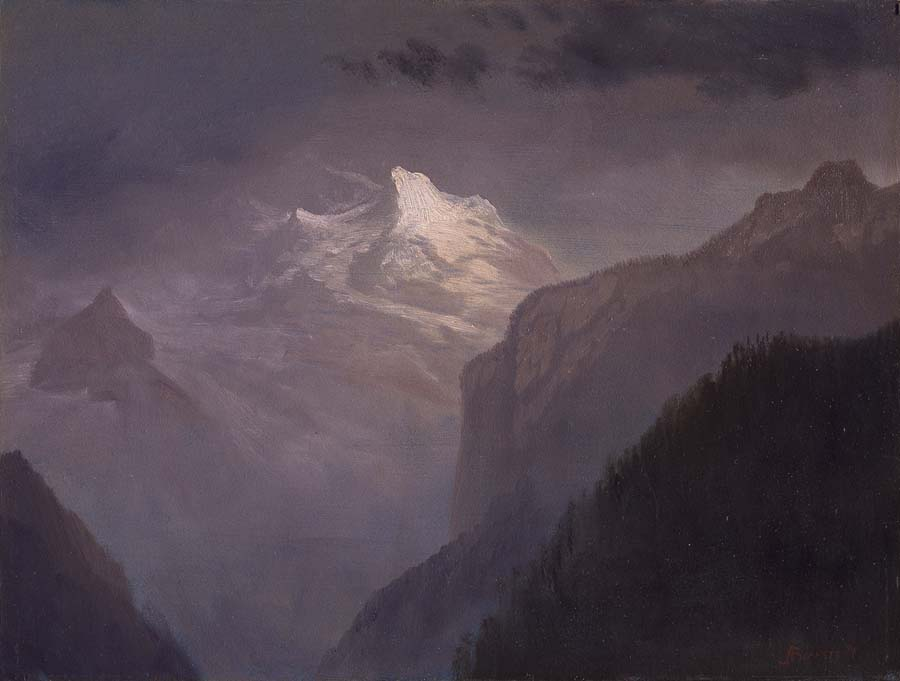
Albert Bierstadt, Śnieżna góra, 1863–1868
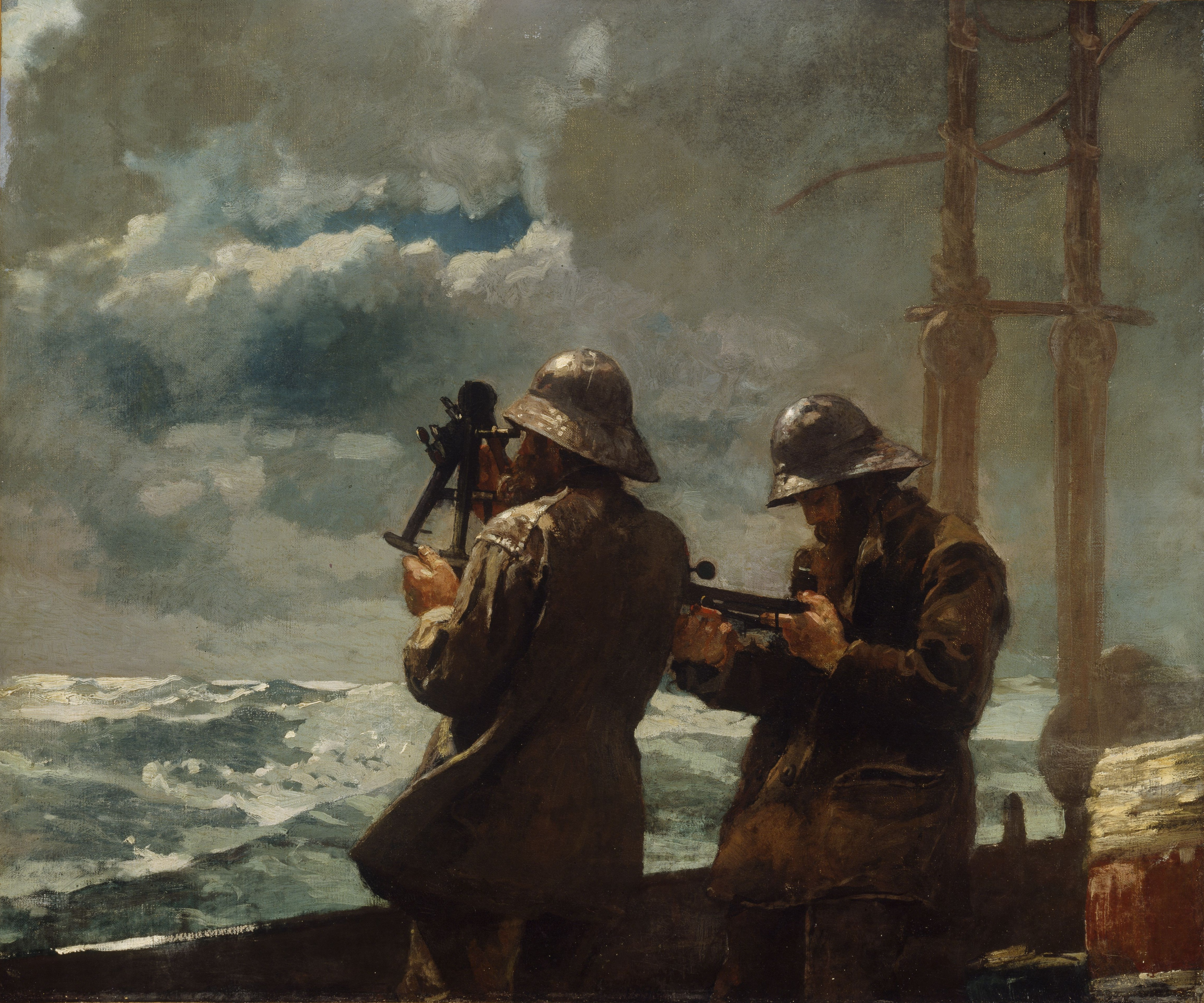
Winslow Homer, Osiem dzwonów, 1886
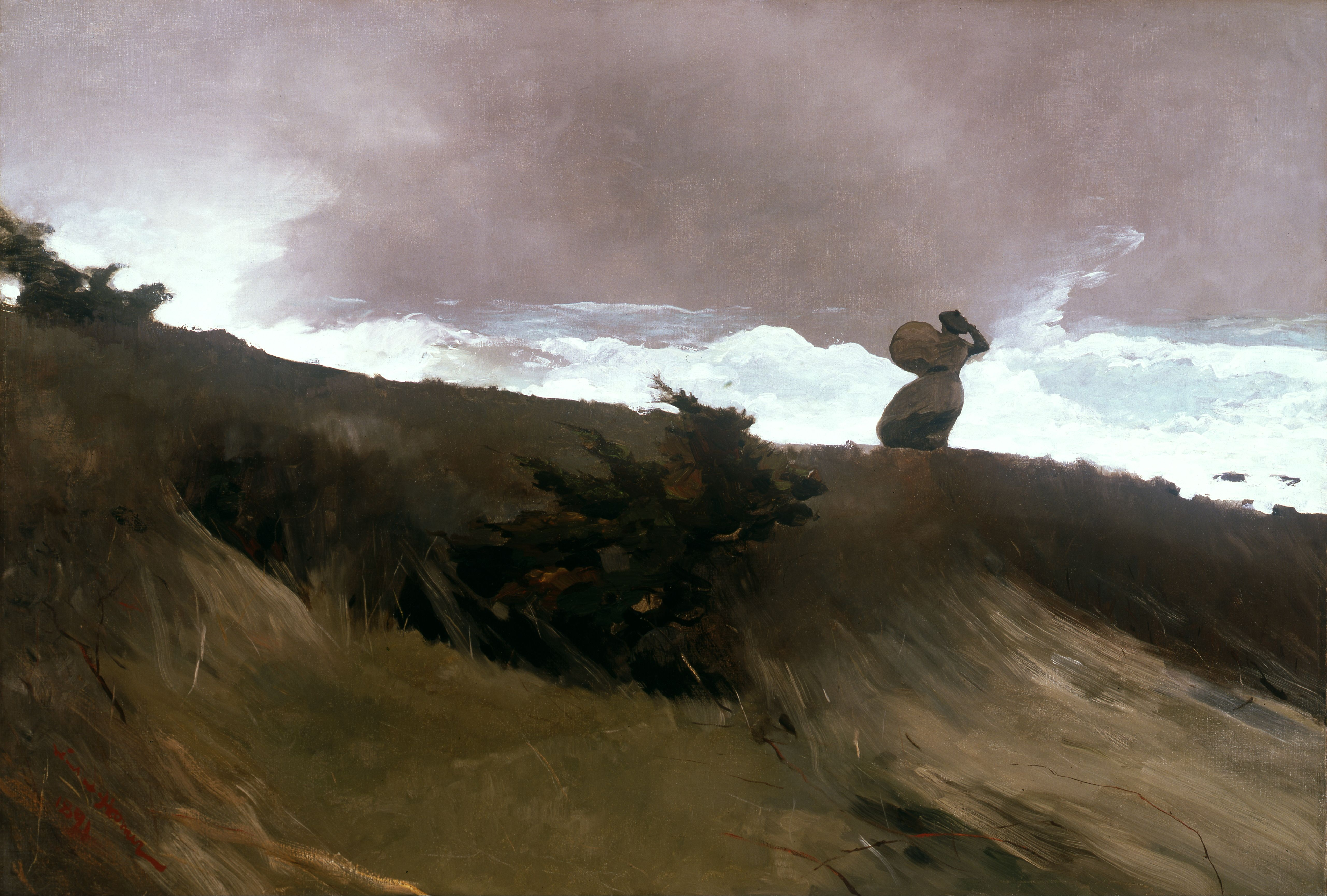
Winslow Homer, Zachodni wiatr, 1891
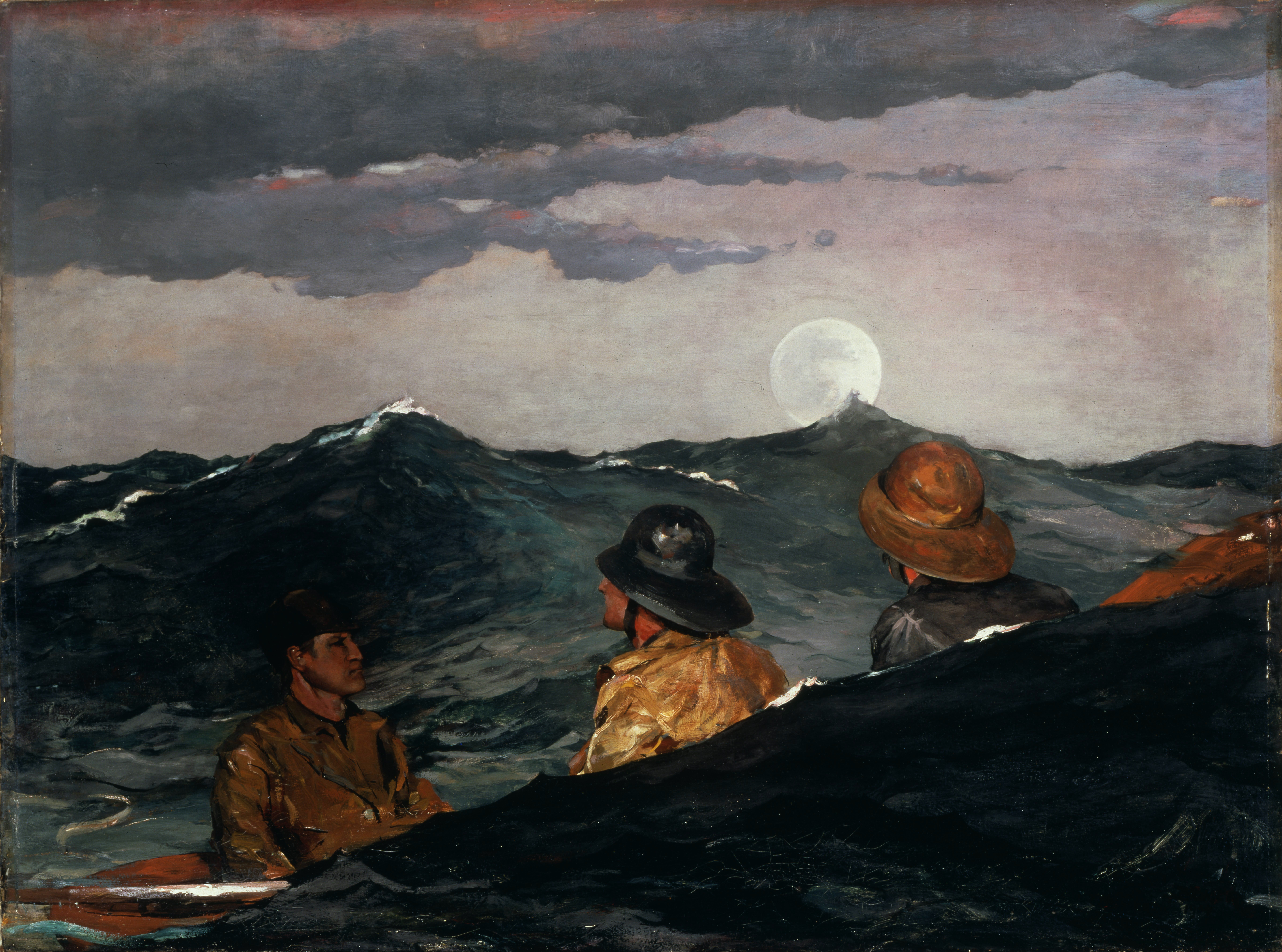
Winslow Homer, Całując księżyc, 1904
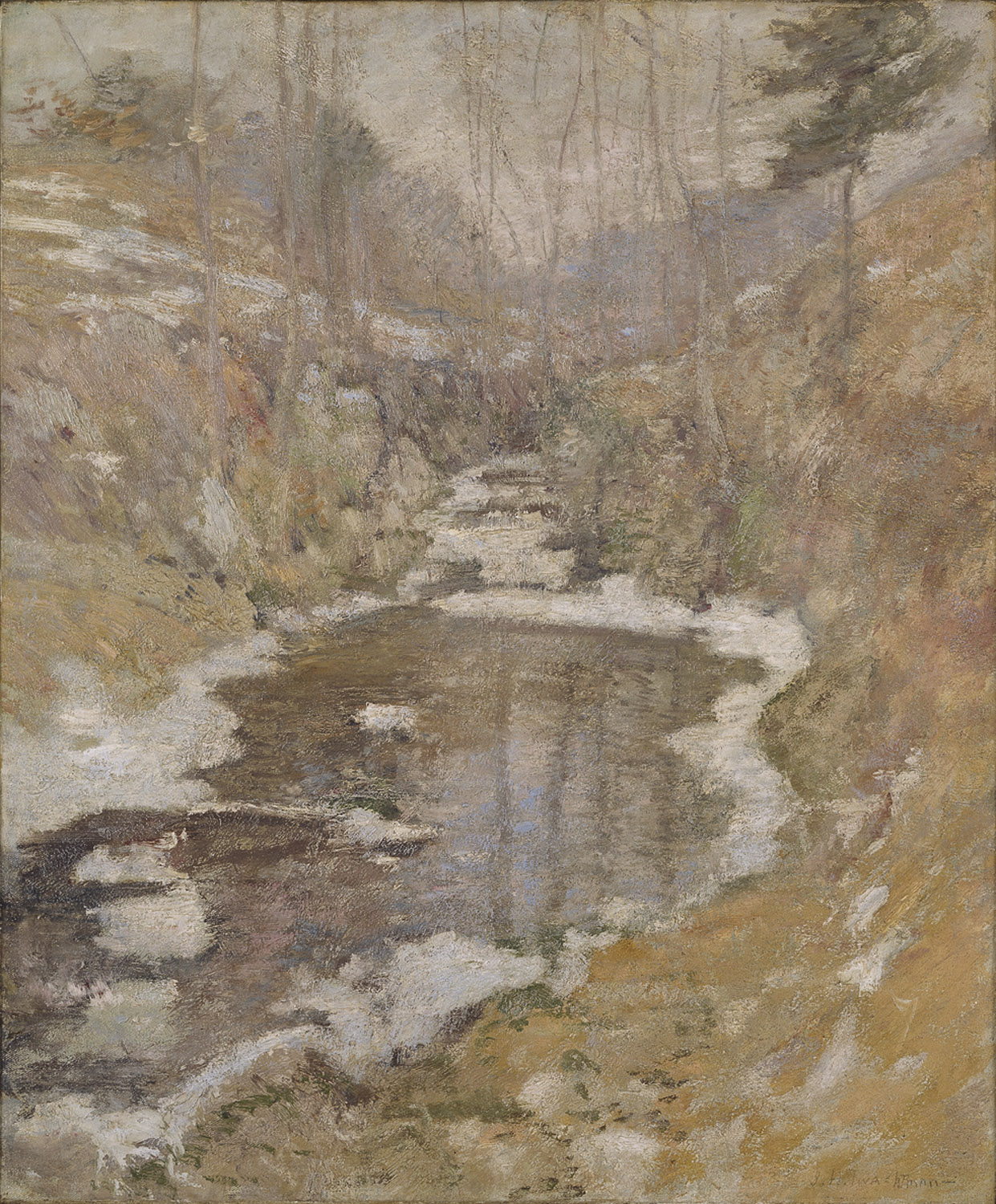
John Henry Twachtman, Sadzawka w Hemlock, ok. 1900
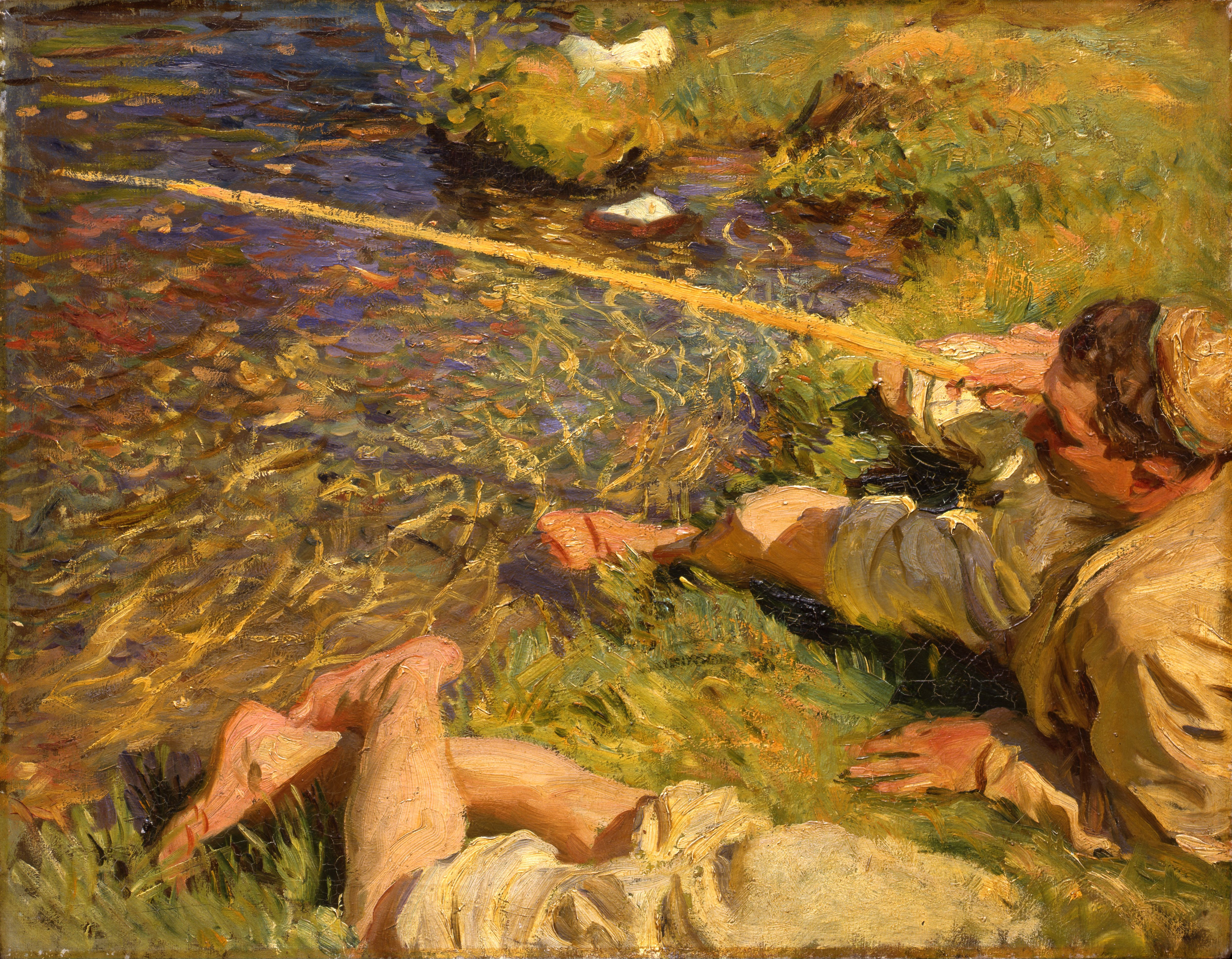
John Singer Sargent, Val d’Aosta, mężczyzna łowiący ryby, ok. 1907
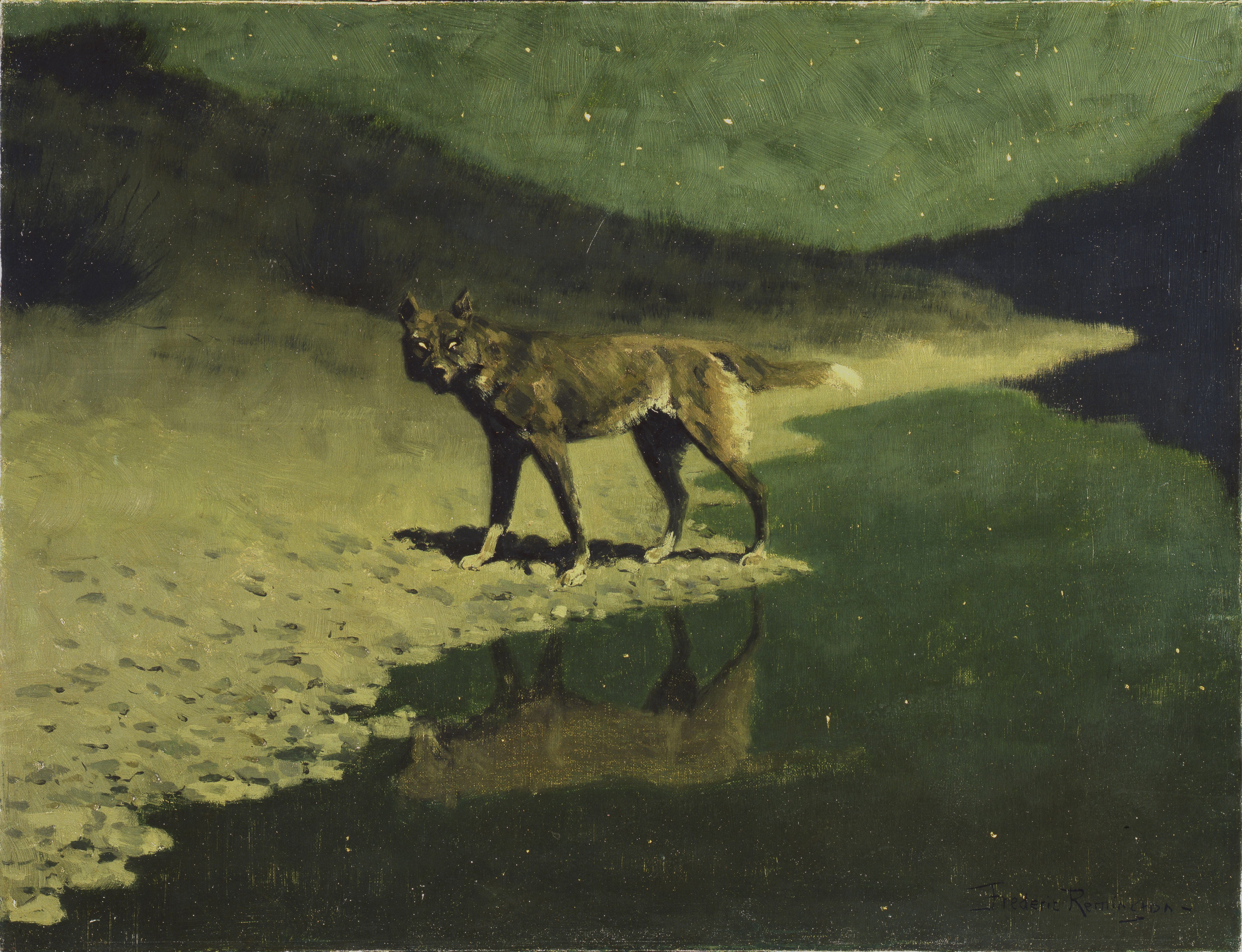
Frederic Sackrider Remington, Światło księżyca, wilk, ok. 1909
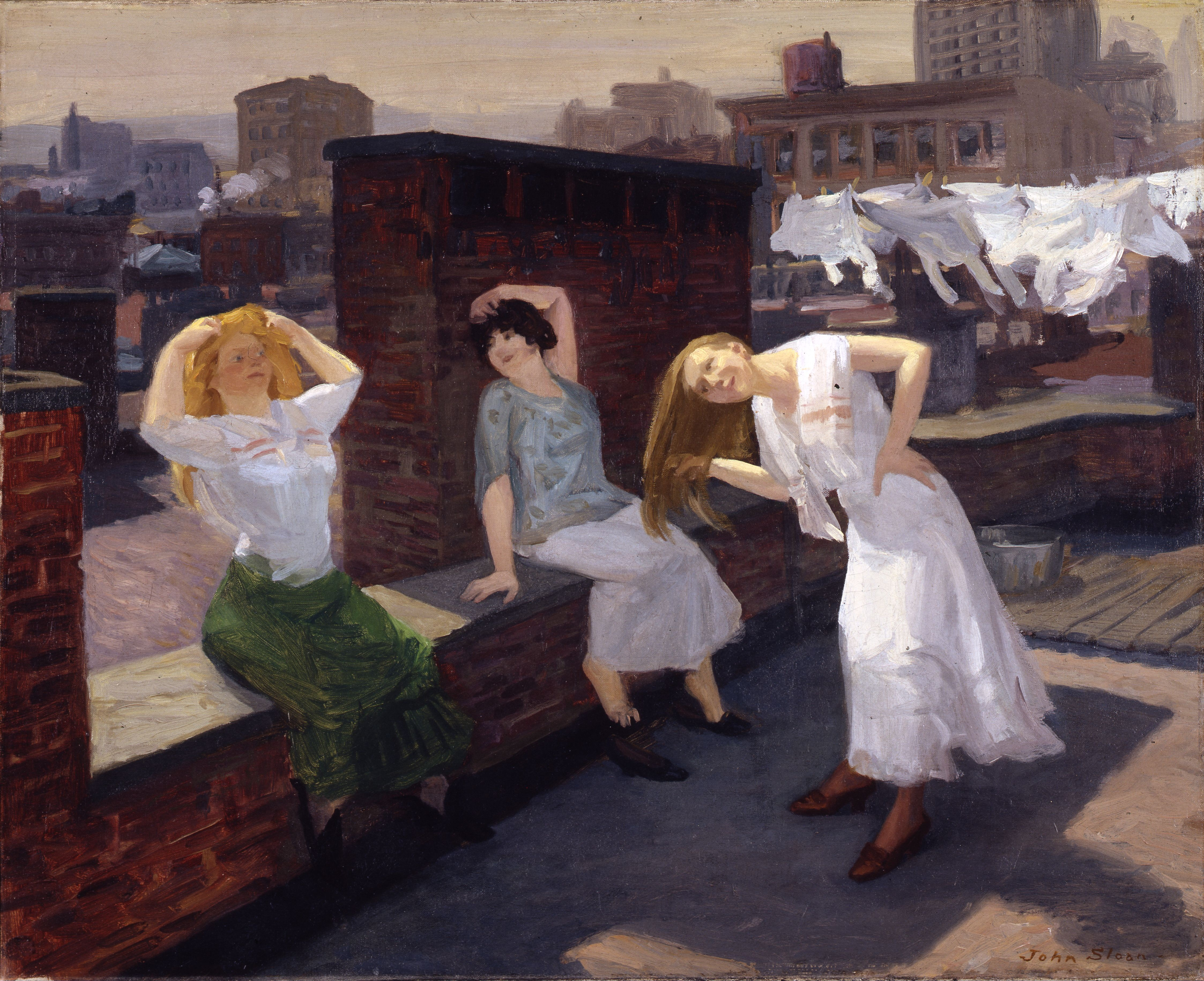
John French Sloan, Niedziela, kobiety suszące włosy, 1912
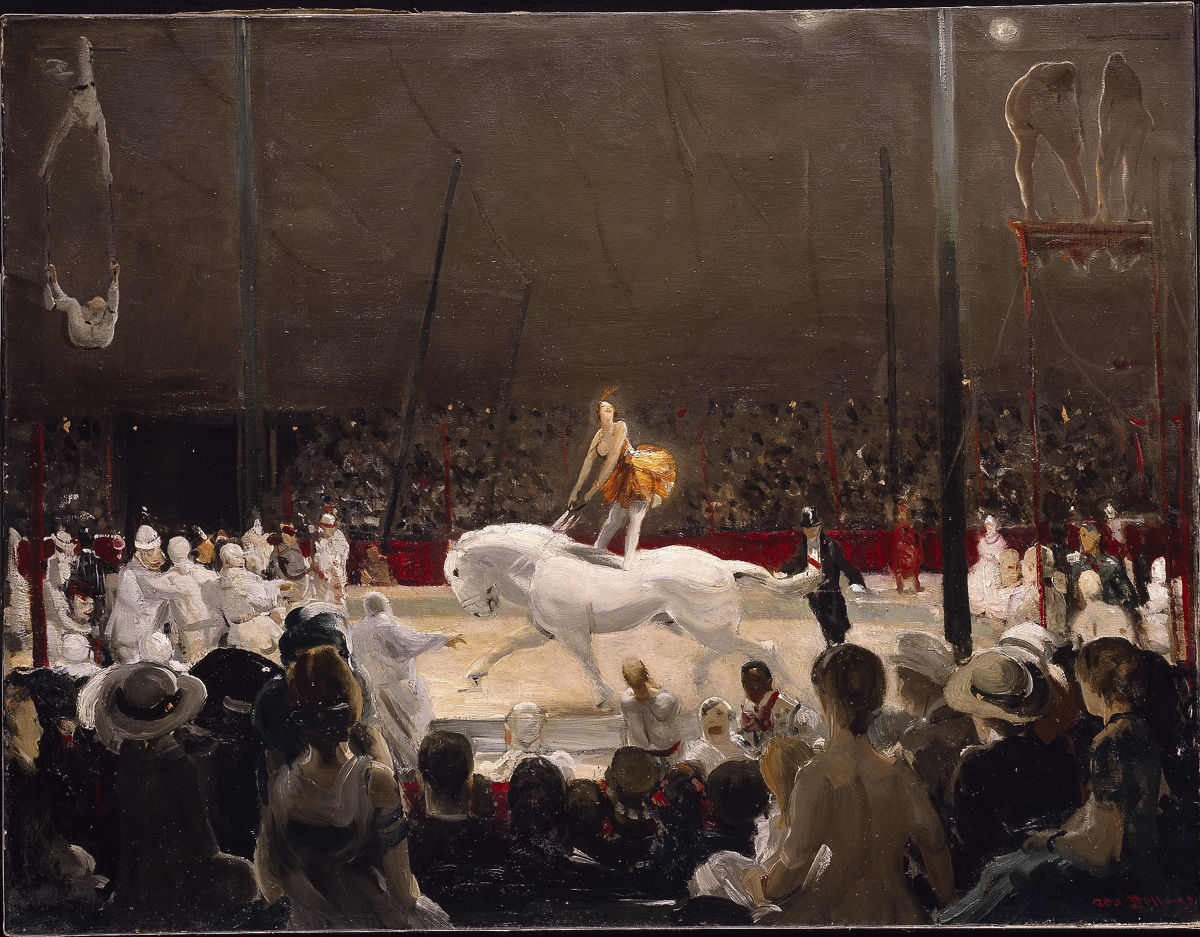
George Bellows, Cyrk, 1912
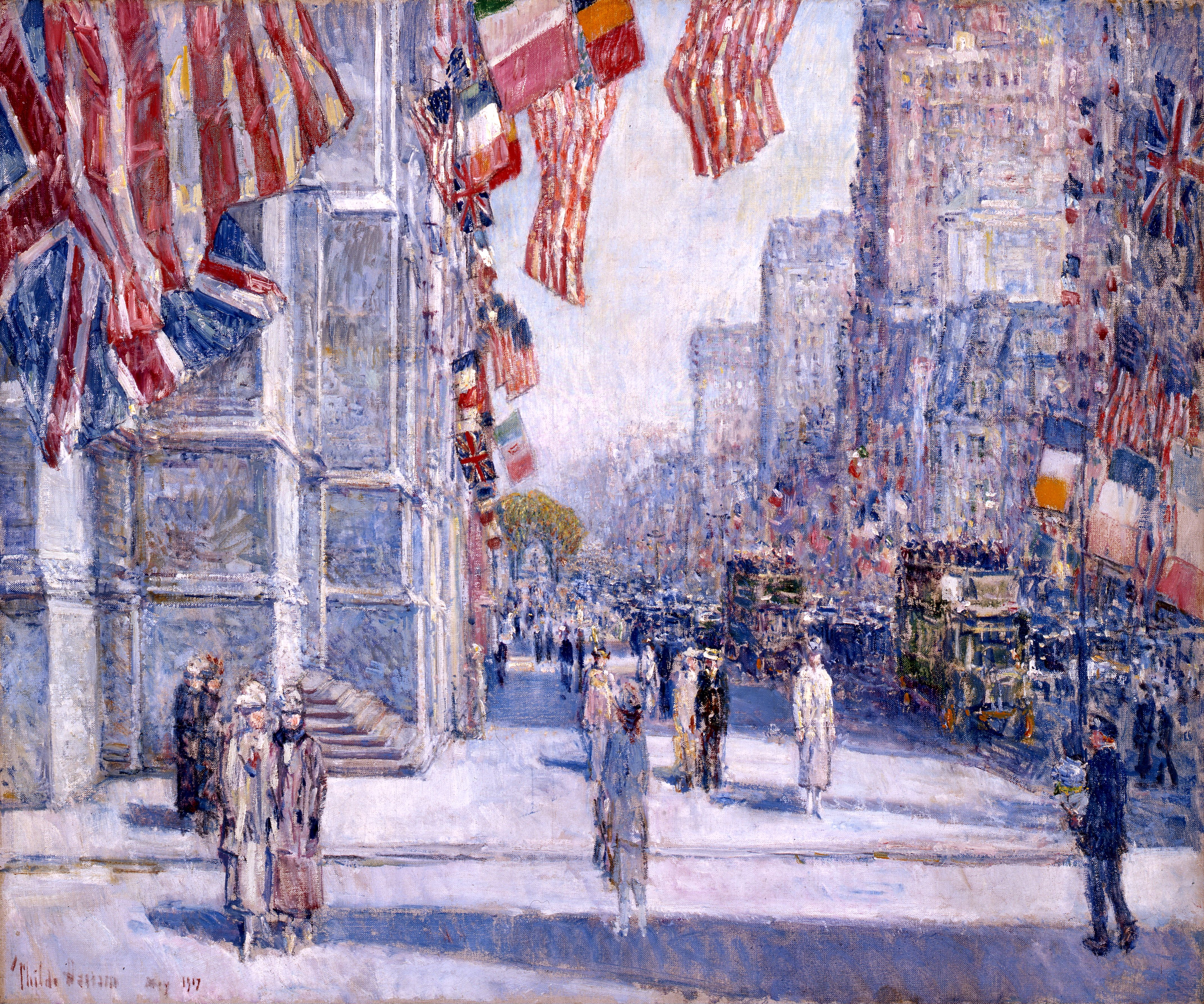
Childe Hassam, Wczesny poranek w Piątej Alei w maju 1917

### Portrety

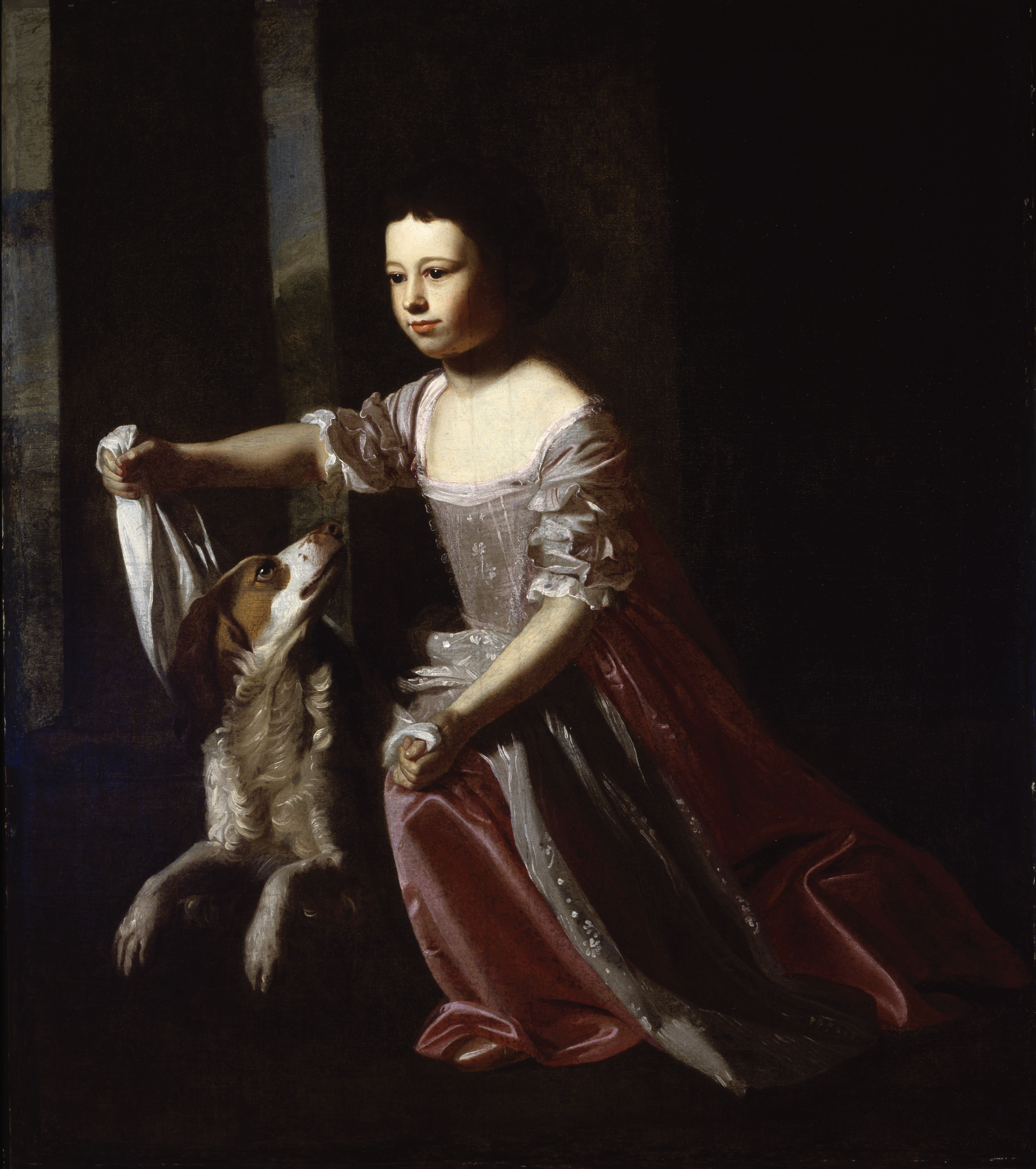
John Singleton Copley, Portret Mary Elizabeth Martin, 1771
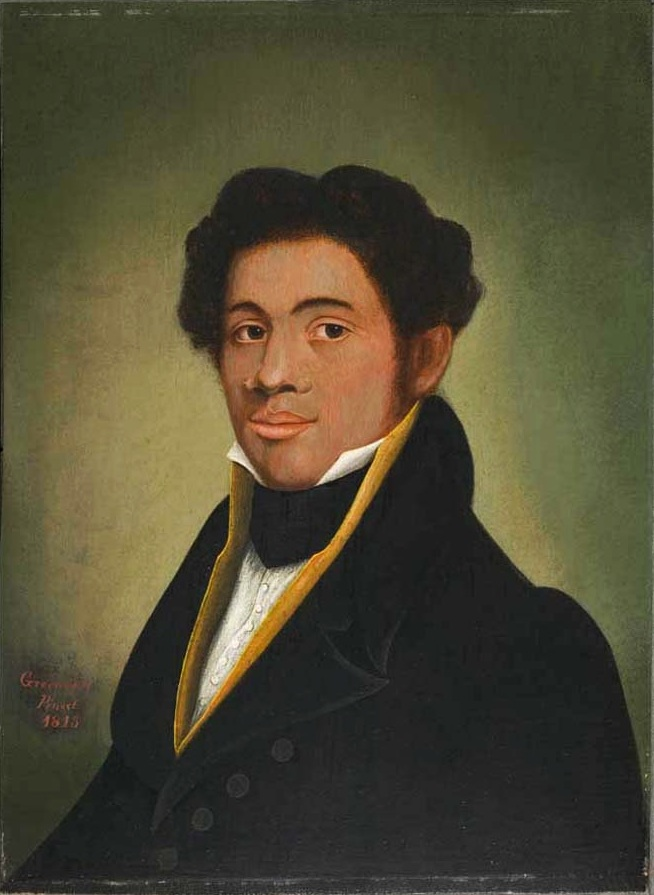
Ethan Allen Greenwood, Portret  Charlesa Jonesa, 1815
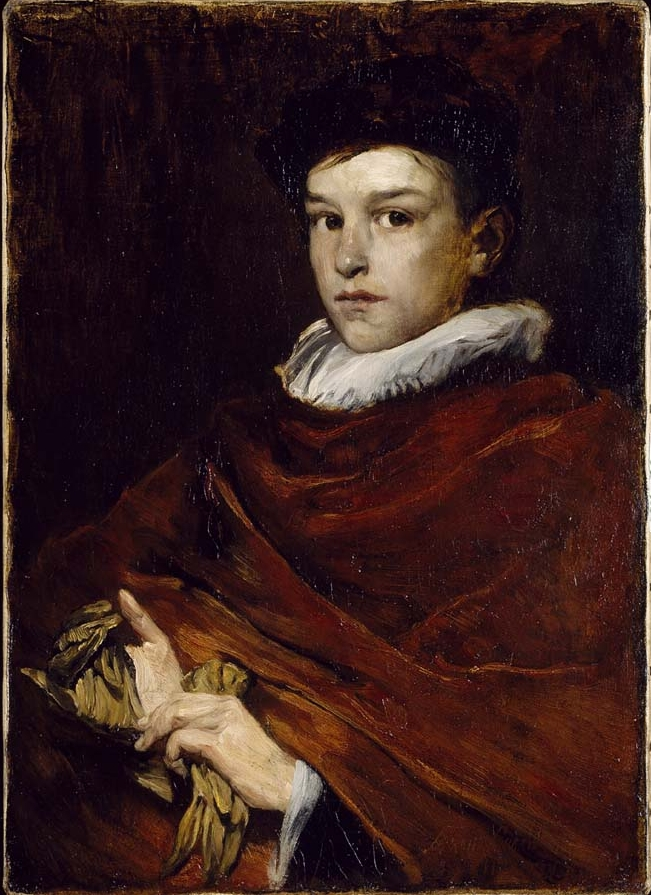
Joseph Frank Currier, Chłopiec z kryzą, ok. 1875
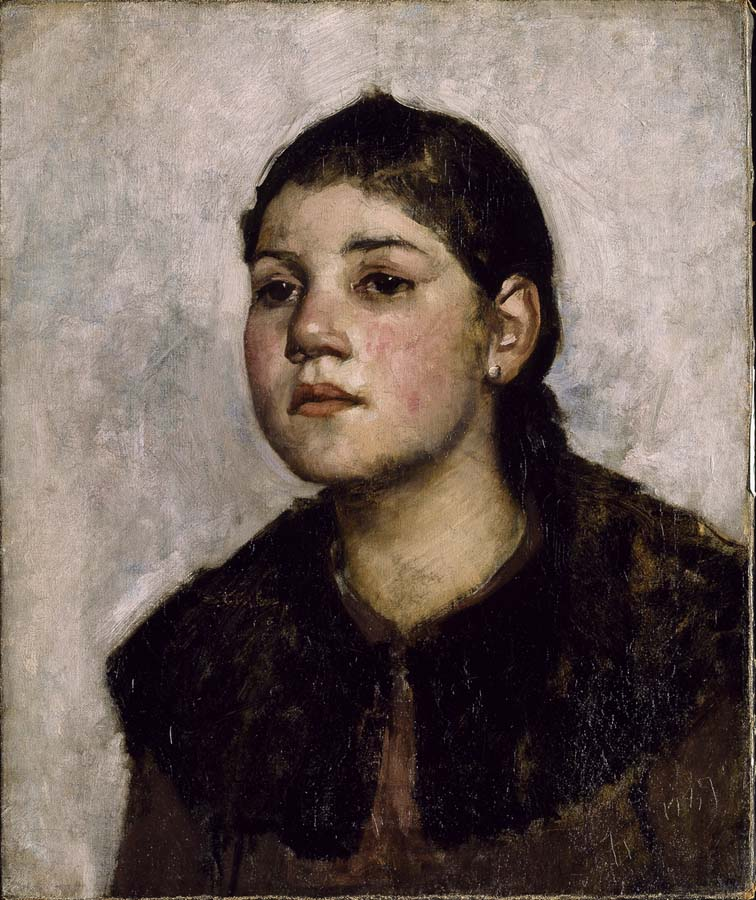
Frank Duveneck, Dziecko ludu, 1887
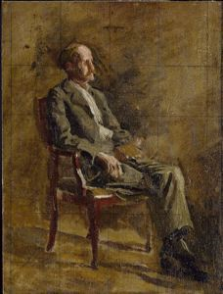
Thomas Eakins, szkic do Portretu Henry Rowlanda,1897